# Богданов, Иван Анфимович
Иван Анфимович (Анфильевич) Богданов (24 октября 1891, Пшеничное, Городецкий район — 19 ноября 1966, Москва) — советский партийный и государственный деятель, председатель Севастопольского городского совета, заместитель председателя Совета народных комиссаров Крымской АССР, народный комиссар рабоче-крестьянской инспекции Казахской АССР и Азербайджанской ССР, член ВЦИК и ЦИК СССР. Член Центральной контрольной комиссии ВКП(б) в 1927—1934 годах. Член Комиссии советского контроля при СНК СССР в 1934—1939 годах.

## Биография
Родился 12(24) октября 1891 в деревне Пшеничное Нижегородской губернии в бедной крестьянской семье. С января 1904 по декабрь 1909 — плотник-столяр на строительстве судов Городецкого затона Балахнинского уезда Нижегородской губернии. С января 1910 по август 1916 — плотник-столяр Сормовского судостроительного завода Нижегородской губернии.
Член РСДРП(б) с сентября 1914 года. В сентябре 1916 года арестован за революционную деятельность, находился в Самарской тюрьме, приговорен к административной ссылке в Иркутскую губернию. В марте 1917 года был амнистирован.

### Революция и Гражданская война
В марте — октябре 1917 года — член Нижегородской губернской примирительной палаты, член президиума Нижегородского губернского совета профсоюзов в Сормово. С октября 1917 года — член Нижегородского губернского военно-революционного комитета. 6 апреля — июль 1918 года — Председатель исполнительного комитета Городецкого волостного совета Нижегородской губернии.
В августе 1918 — мае 1921 годов — Заместитель комиссара 11-й стрелковой дивизии РККА, заместитель комиссара санитарной части Приволжского военного округа, заместитель комиссара санитарной части Западно-Сибирского военного округа.

### На партийной и государственной работе
В июне — ноябре 1921 года — председатель исполнительного комитета Сормовского уездного совета Нижегородской губернии. В ноябре 1921 — декабре 1922 года — заместитель председателя исполнительного комитета Нижегородского губернского совета.
В январе 1923- ноябре 1924 года — заместитель председателя, председатель Севастопольского городского совета. В ноябре 1924 — ноябре 1925 года — заместитель председателя Совета народных комиссаров Крымской АССР.
В ноябре 1925 года — декабре 1927 года — слушатель курсов марксизма-ленинизма при Коммунистической академии в Москве.
С декабря 1927 года — на ответственной работе в Семипалатинской губернии Казахской АССР. 
В феврале 1928 — январе 1931 года — Председатель Казахской краевой контрольной комиссии ВКП(б) — Народный комиссар рабоче-крестьянской инспекции Казахской АССР.
В январе 1931 — ноябре 1933 года — Председатель Центральной контрольной комиссии КП(б) Азербайджана — Народный комиссар рабоче-крестьянской инспекции Азербайджанской ССР.
В ноябре 1933 — феврале 1934 года — ВРИО по общему руководству группами Центральной контрольной комиссии ВКП(б) по торговле и рабочему снабжению, пищевой промышленности и инспекции.
26 января—10 февраля 1934 года делегат XVII съезда ВКП(б).
В феврале 1934 — августе 1936 года член, заместитель руководителя группы по лесной и бумажной промышленности Комиссии советского контроля при СНК СССР. 
В сентябре 1936 года — апреле 1938 года — уполномоченный Комиссии советского контроля при СНК СССР по Азово-Черноморскому краю в Ростове-на-Дону. 
В апреле 1938 года — мае 1939 года — заместитель руководителя группы по лесной и бумажной промышленности Комиссии советского контроля при СНК СССР.
В мае 1939 — июне 1940 года — начальник жилищного отдела, в июне 1940 — декабре 1942 года — заместитель начальника, в декабре 1942 — сентябре 1949 года — начальник отдела капитального строительства Народного комиссариата (Министерства) строительных материалов СССР. Одновременно с апреля 1945 года — персональный пенсионер республиканского значения.
В сентябре 1949 — ноябре 1956 года — заместитель директора научно-исследовательского и экспериментального института автомобильного электрооборудования, карбюраторов и приборов (НИИавтоприбор) Министерства автомобильного и тракторного машиностроения СССР.
С ноября 1956 года — персональный пенсионер республиканского значения в Москве. Умер после продолжительной и тяжелой болезни 19 ноября 1966 года в Москве. Похоронен на Новодевичьем кладбище.

### Награды
28 октября 1944 года он был награждён орденом «Знак Почета».
Медаль «За оборону Москвы»

### Публикации
Богданов был автором нескольких публикаций, включая статью "Правое дело торжествует" в книге "За власть Советов" (Горький, 1967). Он указан в книге Материалы по истории революционного движения. Нижний Новгород, 1922, т. 4 (под загл.: Из деятельности сормовского подполья в 1914 - 1916 гг.).

### Семья
Был женат на Анне Васильевне Богдановой (1898–1959). Дети - Носова Майя Ивановна (1931–1999) и Богданов Рур Иванович (1928–1999).